# آکواریوم گیاهی

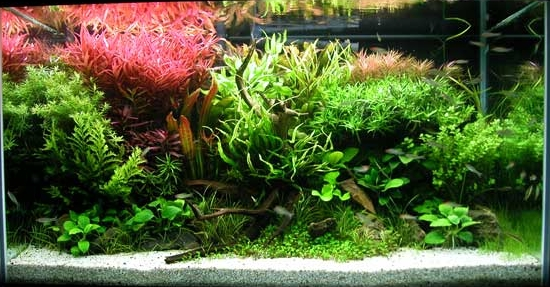
یک آکواریوم گیاهی ۲۲۰ لیتری

آکواریوم گیاهی (به انگلیسی Aquascaping) نوعی از آکواریوم آب شیرین است که علاوه بر نگهداری ماهی در آن می‌توان از گیاهان آبی هم در آن نگهداری کرد. نگهداری از گیاهان آبی به همراه ماهی، یک اکوسیستم طبیعی را به‌وجود می‌آورد. منظور از اکوسیستم طبیعی، چرخه‌های طبیعی موجود در طبیعت هستند. ماهی دی‌اکسید کربن و کود مورد نیاز گیاه را تولید می‌کند و گیاه با عمل فتوسنتز در آب به تصفیه و افزایش سطح اکسیژن آب و ایجاد یک محیط طبیعی با استرس کمتر برای ماهیان کمک می‌کنند و این چرخهٔ بی‌پایان، ادامه پیدا می‌کند. به‌طور کلی از دو روش هلندی و روش ژاپنی برای طراحی و چینش آکواریوم‌های گیاهی استفاده می‌شود. برای طراحی آکواریوم‌های گیاهی، می‌توان از سنگ‌ها، چوب آب‌آورد، شن و ماسه بهره برد. آکواریوم گیاهی، یک سیستم بسته‌است و برقراری و فراهم نمودن مواردی چون نور مناسب، دی‌اکسید کربن، کودهای مایع و جامد، بستر رشد گیاهان آکواریومی، سیستم تصفیه و کنترل جلبک‌ها دارای اهمیت بالایی است.

## تاریخچه
علاقه به طراحی و ساخت آکواریوم‌های گیاهی، در دههٔ ۱۹۳۰، در هلند و با ابداع سبک هلندی طراحی آکواریوم‌های گیاهی، آغاز شد.

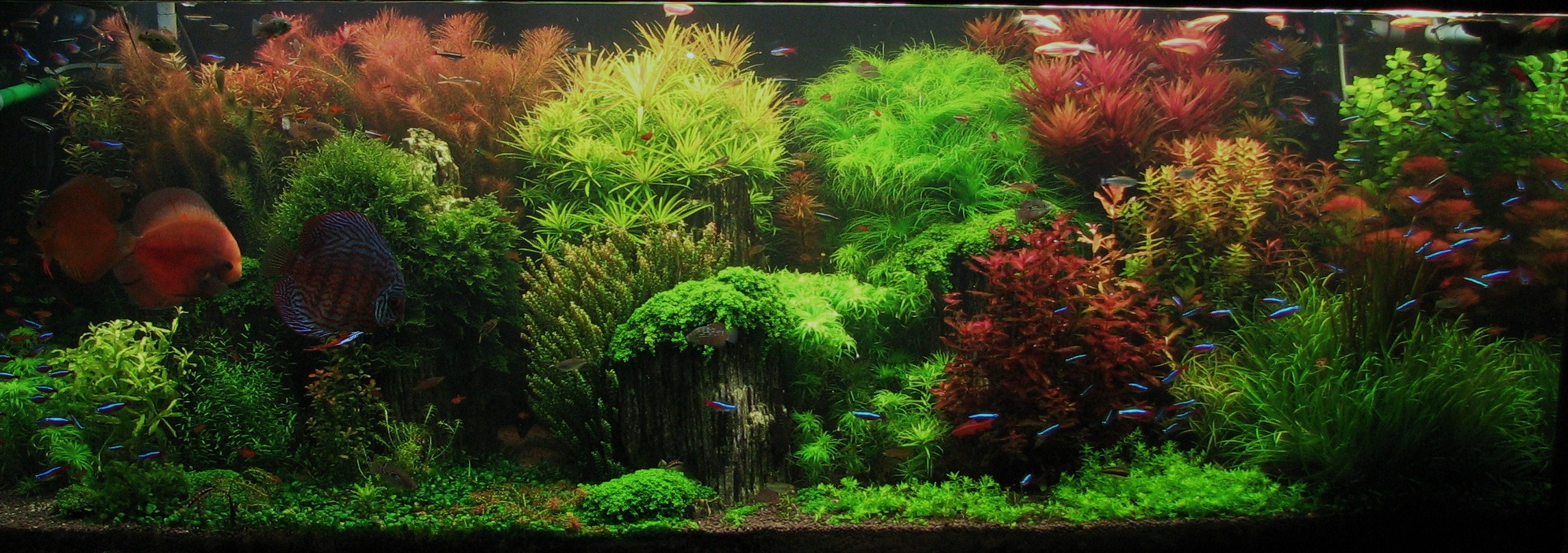
یک آکواردوم گیاهی به‌سبک هلندی

در دههٔ ۱۹۹۰ تاکاشی آمانو که یک عکاس ژاپنی بود و در زمینهٔ عکاسی طبیعت اشتغال داشت، روش ژاپنی طراحی آکواریوم‌های گیاهی بر مبنای مناظر طبیعی را ابداع کرد. آکواریوم‌های گیاهی به ۲ موضوع نور و چیدمان، بسیار وابسته هستند، که هردو عامل در کار عکاسی دخیل هستند. فعالیت‌های آمانو در نوشتن کتاب‌هایی در زمینهٔ آکواریوم‌های گیاهی و استفاده و پرورش نوعی میگو برای از بین بدن جلبک‌های آکواریوم گیاهی که بعدها به میگوی آمانو معروف شد و ایجاد سبک ژاپنی در چیدمان آکواریوم‌های گیاهی، باعث شده تا از وی با عنوان پدر این سبک از آکواریوم‌ها یاد شود.

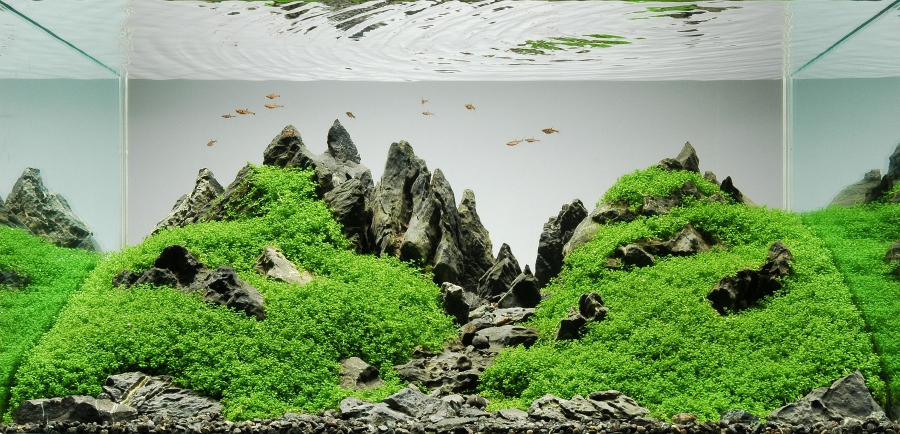
یک آکواریوم گیاهی به سبک ژاپنی

## تجهیزات

### سیستم نوری
هدف از راه‌اندازی آکواریوم گیاهی، ساخت یک محیط برای رشد گیاهان است، که همزمان باید از رشد جلبک‌ها ممانعت به عمل آید. اگر از نور خورشید برای آکواریوم استفاده کنیم این نور هم مطلوب گیاهان است و هم مطلوب جلبک‌ها و این باعث می‌شود در آکواریوم، علاوه بر گیاهان، جلبک هم رشد کند. اما ما به یک منبع نوری نیاز داریم که تا حد ممکن فقط برای رشد گیاهان مناسب باشد. برای همین از نوری استفاده می‌کنیم که شامل طیف‌هایی باشد که بیشتر برای گیاهان مناسب است. انواع سیستم‌های نوری مورد استفاده در آکواریوم‌های گیاهی، عبارت‌اند از:
1. لامپ‌های متال هالید: مصرف بالا
2. لامپ‌های فلورسنت: عمر کم، نور یکنواخت
3. لامپ‌های ال‌ئی‌دی: مصرف کم، عمر بالا و نور غیریکنواخت

### سیستم دی‌اکسید کربن
گیاهان، در هنگام تابش نور، دی‌اکسید کربن مصرف می‌کنند و اکسیژن تولید می‌کنند. افزودن مقداری دی‌اکسید کربن به آب، می‌تواند به رشد گیاهان آکواریومی و جلوگیری از رشد و حذف برخی جلبک‌ها کمک کند. تجهیزات مورد نیاز در سیستم دی‌اکسید کربن آکواریوم‌های گیاهی، عبارت‌اند از:
1. کپسول گاز
2. مانومتر مخصوص دی‌اکسید کربن (این گاز، یک گاز خورنده است و نیاز به مانومتر مناسب دارد)
3. دیفیوزر که به شکل‌های مختلف، دی‌اکسید کربن را در آب حل می‌کند.

### سیستم تصفیهٔ آب
برای تصفیهٔ آب آکواریوم، روش‌های مختلفی وجود دارد و بسته به نیاز، انواعی از فیلترهای هنگان، سطلی، تاپ‌فیلتر و فیلترهای هنگان، در بازار موجود هستند.

### بستر کاشت گیاه
گیاهان آکواریومی، بر ۳ نوع هستند:
1. گیاهان رو آبی که نیازی به بستر ندارند.
2. گیاهانی که به سنگ و چوب بسته می‌شوند و نیازی به بستر ندارند
3. گیاهانی که در بستر آکواریوم، کاشته می‌شوند و نیاز به بستر دارند که اکثر گیاهان آبزی را تشکیل می‌دهند. بسترهای آکواریوم‌های گیاهی، دارای اندازه، رنگ و دانه‌بندی مختلفی هستند که بر حسب نیاز، مورد استفاده قرار می‌گیرند.

### کود مایع
گیاهان آبزی بسیاری از عناصر مورد نیازشان را از طریق برگ جذب می‌کنند؛ و نیاز به وجود این عناصر، به‌صورت محلول در آب آکواریوم می‌باشد. انواع متعددی از این کودها، در بازار موجود است. برخی از کاربران حرفه‌ای از کودهای دست‌ساز هم استفاده می‌کنند.